# Ian Edmondson
Ian Edmondson (ur. 19 kwietnia 1957 r.) – amerykański narciarz, specjalista narciarstwa dowolnego. Jego największym sukcesem jest złoty medal w balecie narciarskim wywalczony podczas mistrzostw świata w Meiringen. Ponadto zdobył srebrny medal w tej samej konkurencji na mistrzostwach świata w Iizuna. Nie startował na igrzyskach olimpijskich.
Najlepsze wyniki w Pucharze Świata osiągnął w sezonie 1997/1998, kiedy to zajął 3. miejsce w klasyfikacji generalnej, a w klasyfikacji baletu narciarskiego był pierwszy. W sezonie 1996/1997 był trzeci w klasyfikacji generalnej i w klasyfikacji baletu. W sezonie 1981/1982 wywalczył małą kryształową kulę w klasyfikacji baletu, a w sezonie 1996/1997 był trzeci.
W 2000 r. zakończył karierę.

## Osiągnięcia

### Mistrzostwa świata
| Miejsce | Dzień     | Rok  | Miejscowość | Konkurencja      | Zwycięzca        |
| ------- | --------- | ---- | ----------- | ---------------- | ---------------- |
| 15.     | 12 marca  | 1993 | Altenmarkt  | Balet narciarski | Fabrice Becker   |
| 7.      | 17 lutego | 1995 | La Clusaz   | Balet narciarski | Rune Kristiansen |
| 2.      | 7 lutego  | 1997 | Iizuna      | Balet narciarski | Fabrice Becker   |
| 1.      | 11 marca  | 1999 | Meiringen   | Balet narciarski | -                |

### Puchar Świata

#### Miejsca w klasyfikacji generalnej
- sezon 1979/1980: 24.
- sezon 1980/1981: 36.
- sezon 1981/1982: 15.
- sezon 1992/1993: 14.
- sezon 1993/1994: 11.
- sezon 1994/1995: 20.
- sezon 1995/1996: 5.
- sezon 1996/1997: 3.
- sezon 1997/1998: 3.

#### Miejsca na podium
1. Tignes – 13 marca 1980 (Balet narciarski) – 2. miejsce
2. Poconos – 14 marca 1981 (Balet narciarski) – 2. miejsce
3. Poconos – 15 marca 1981 (Balet narciarski) – 2. miejsce
4. Calgary – 16 stycznia 1982 (Balet narciarski) – 1. miejsce
5. Angel Fire – 22 stycznia 1982 (Balet narciarski) – 1. miejsce
6. Mont-Sainte-Anne – 6 lutego 1982 (Balet narciarski) – 1. miejsce
7. Sella Nevea – 27 lutego 1982 (Balet narciarski) – 2. miejsce
8. Adelboden – 6 marca 1982 (Balet narciarski) – 2. miejsce
9. Livigno – 13 marca 1982 (Balet narciarski) – 1. miejsce
10. Oberjoch – 20 marca 1982 (Balet narciarski) – 2. miejsce
11. Tignes – 25 marca 1982 (Balet narciarski) – 1. miejsce
12. Lake Placid – 21 stycznia 1993 (Balet narciarski) – 3. miejsce
13. Whistler Blackcomb – 7 stycznia 1994 (Balet narciarski) – 3. miejsce
14. Breckenridge – 14 stycznia 1994 (Balet narciarski) – 2. miejsce
15. Le Relais – 28 stycznia 1994 (Balet narciarski) – 3. miejsce
16. Le Relais – 28 stycznia 1994 (Balet narciarski) – 3. miejsce
17. La Clusaz – 2 lutego 1994 (Balet narciarski) – 3. miejsce
18. Hasliberg – 11 marca 1994 (Balet narciarski) – 3. miejsce
19. Whistler Blackcomb – 6 stycznia 1995 (Balet narciarski) – 2. miejsce
20. Whistler Blackcomb – 6 stycznia 1995 (Balet narciarski) – 3. miejsce
21. Le Relais – 20 stycznia 1995 (Balet narciarski) – 3. miejsce
22. Tignes – 6 grudnia 1995 (Balet narciarski) – 2. miejsce
23. La Plagne – 14 grudnia 1995 (Balet narciarski) – 2. miejsce
24. La Plagne – 14 grudnia 1995 (Balet narciarski) – 2. miejsce
25. Whistler Blackcomb – 12 stycznia 1996 (Balet narciarski) – 2. miejsce
26. Whistler Blackcomb – 12 stycznia 1996 (Balet narciarski) – 2. miejsce
27. Mont Tremblant – 25 stycznia 1996 (Balet narciarski) – 2. miejsce
28. Mont Tremblant – 26 stycznia 1996 (Balet narciarski) – 3. miejsce
29. Kirchberg – 1 lutego 1996 (Balet narciarski) – 3. miejsce
30. Hundfjället – 8 marca 1996 (Balet narciarski) – 3. miejsce
31. Hundfjället – 8 marca 1996 (Balet narciarski) – 3. miejsce
32. Altenmarkt – 16 marca 1996 (Balet narciarski) – 3. miejsce
33. Altenmarkt – 16 marca 1996 (Balet narciarski) – 3. miejsce
34. Piancavallo – 21 grudnia 1996 (Balet narciarski) – 3. miejsce
35. Lake Placid – 13 stycznia 1997 (Balet narciarski) – 3. miejsce
36. Lake Placid – 13 stycznia 1997 (Balet narciarski) – 1. miejsce
37. Whistler Blackcomb – 17 stycznia 1997 (Balet narciarski) – 3. miejsce
38. Breckenridge – 23 stycznia 1997 (Balet narciarski) – 3. miejsce
39. Breckenridge – 23 stycznia 1997 (Balet narciarski) – 3. miejsce
40. Hasliberg – 1 marca 1997 (Balet narciarski) – 1. miejsce
41. Hasliberg – 1 marca 1997 (Balet narciarski) – 1. miejsce
42. Altenmarkt – 8 marca 1997 (Balet narciarski) – 1. miejsce
43. Altenmarkt – 8 marca 1997 (Balet narciarski) – 2. miejsce
44. Hundfjället – 12 marca 1997 (Balet narciarski) – 1. miejsce
45. Mont Tremblant – 8 stycznia 1998 (Balet narciarski) – 3. miejsce
46. Mont Tremblant – 9 stycznia 1998 (Balet narciarski) – 2. miejsce
47. Whistler Blackcomb – 23 stycznia 1998 (Balet narciarski) – 3. miejsce
48. Breckenridge – 29 stycznia 1998 (Balet narciarski) – 3. miejsce
49. Breckenridge – 29 stycznia 1998 (Balet narciarski) – 1. miejsce
50. Hasliberg – 6 marca 1998 (Balet narciarski) – 1. miejsce
51. Hasliberg – 6 marca 1998 (Balet narciarski) – 1. miejsce
52. Altenmarkt – 13 marca 1998 (Balet narciarski) – 1. miejsce
53. Steamboat Springs – 15 stycznia 1999 (Balet narciarski) – 2. miejsce
54. Heavenly Valley – 21 stycznia 2000 (Balet narciarski) – 1. miejsce
55. Heavenly Valley – 22 stycznia 2000 (Balet narciarski) – 1. miejsce
56. Ovindoli – 4 marca 2000 (Balet narciarski) – 1. miejsce

- W sumie 17 zwycięstw, 17 drugich i 22 trzecie miejsca.